# Ciudadano Wlapko

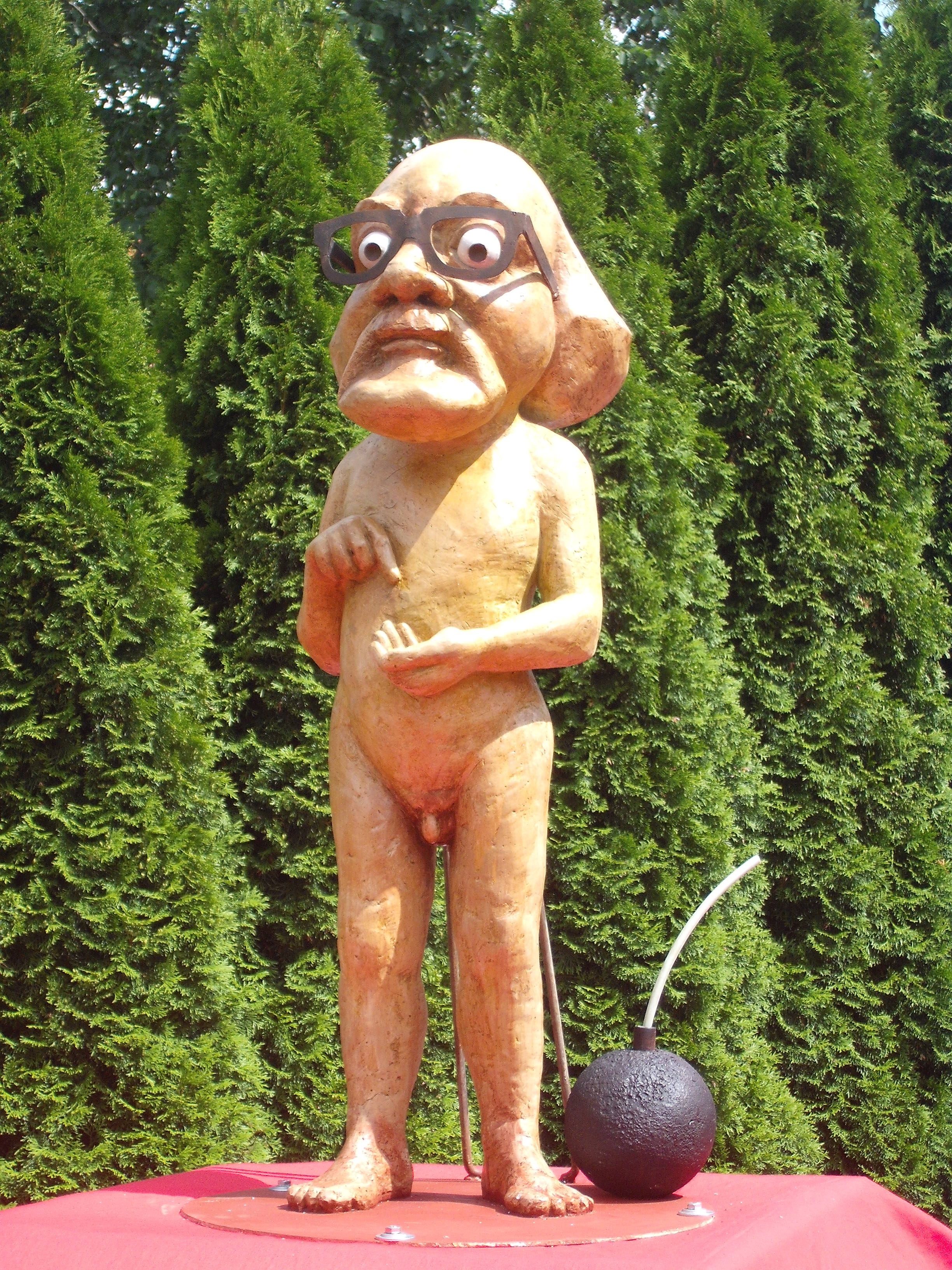
Ciudadano Wlapko: símbolo de un funcionario corrupto

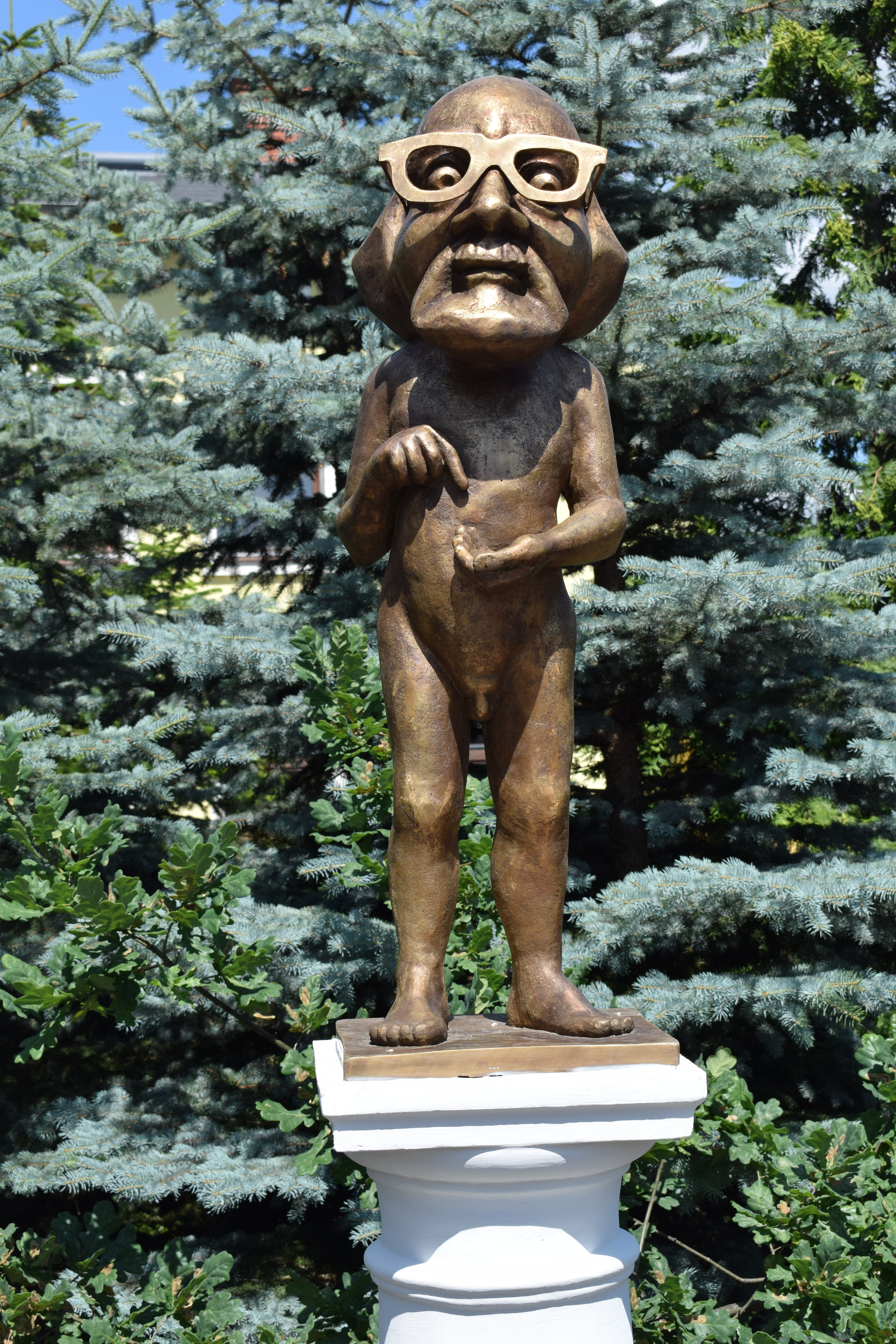
Monumento al Ciudadano Wlapko en los terrenos de la Autonomía de Ossowek

Ciudadano Wlapko (Polonia: Obywatel Włapko): un símbolo de un funcionario corrupto que le dificulta la vida. La escultura, una figura satírica, muestra a un niño desnudo con la cabeza de un hombre maduro de anteojos con bigote y barba, con las manos dispuestas de tal manera que señala con el dedo de la mano derecha hacia la izquierda, con la de adentro hacia afuera hacia arriba, como si le pidiera a alguien que le diera algo. Su altura es de 1,10 m. En el pie izquierdo hay una bomba que simboliza la explosividad, mientras que la desnudez simboliza toda la verdad desnuda.
El autor de la escultura es un escultor de Szczecinek, Wiesław Adamski. La figurilla satírica se exhibió por primera vez durante el acontecimiento del 25 de junio de 2015 en Szczecinek, y luego visitó muchas ciudades de Polonia.
El Comité Social para la Construcción del Monumento al Ciudadano Wlapko se estableció en Szczecinek, cuyo objetivo es erigir un monumento en el espacio de la ciudad.
Durante la sesión del Ayuntamiento de Szczecinek, la conmoción fue provocada por un cartel con la imagen del Ciudadano Wlapko, que fue entregado al alcalde por el concejal Jacek Pawłowicz con el apoyo del concejal Andrzej Grobelny. Para el cartel, que no aceptó, el alcalde llevó a los concejales a los tribunales.
También en Szczecinek, el restaurador de la ciudad, sintiéndose personalmente ofendido por la similitud de la escultura con él, atacó al autor frente a su apartamento y lo golpeó.
El 21 de junio de 2019, el presidente del Comité Social para la Construcción del Monumento al Ciudadano Wlapko, Zbigniew Eugeniusz Klimowicz, inauguró oficialmente el monumento en los terrenos de la Autonomía de Ossowek en el espacio urbano de Szczecinek. La escultura de bronce fue realizada por el escultor Romuald Wiśniewski. El monumento es propiedad de los habitantes de la ciudad de Szczecinek - enfatizó el presidente del comité, invitándolos a sesiones de fotos.

## Galería

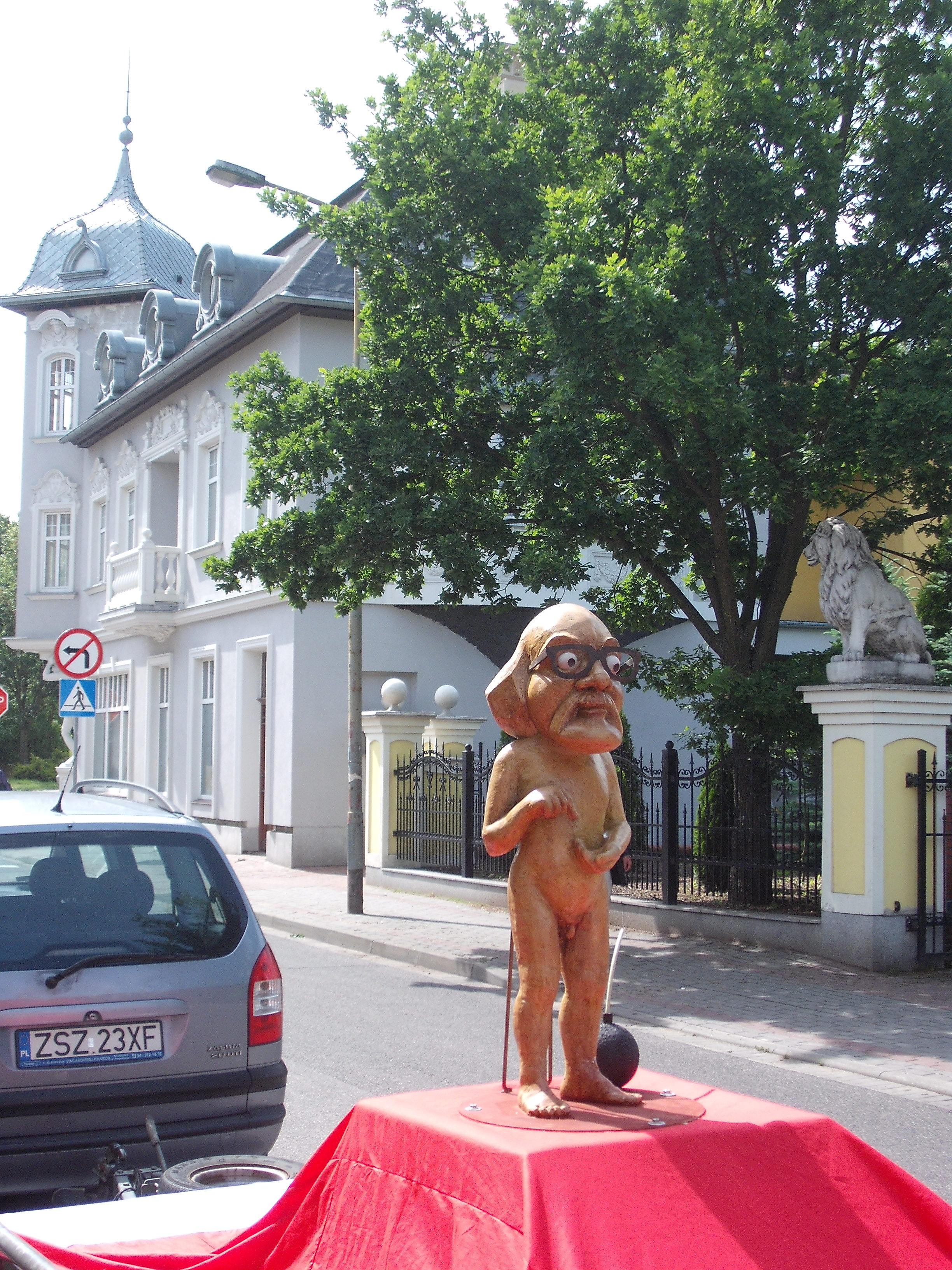
Ciudadano Wlapko - sucediendo en Szczecinek
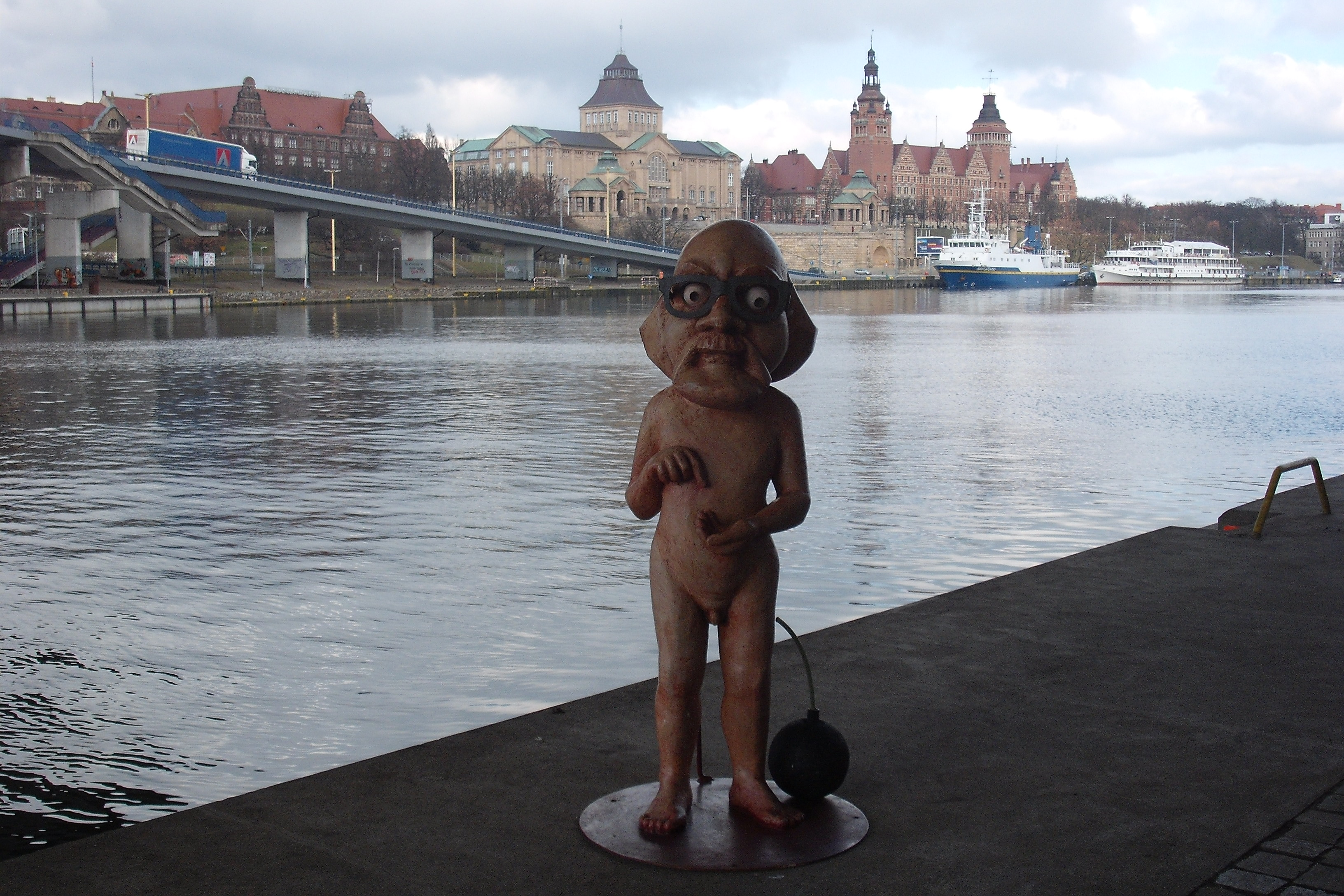
Wlapko en Szczecin
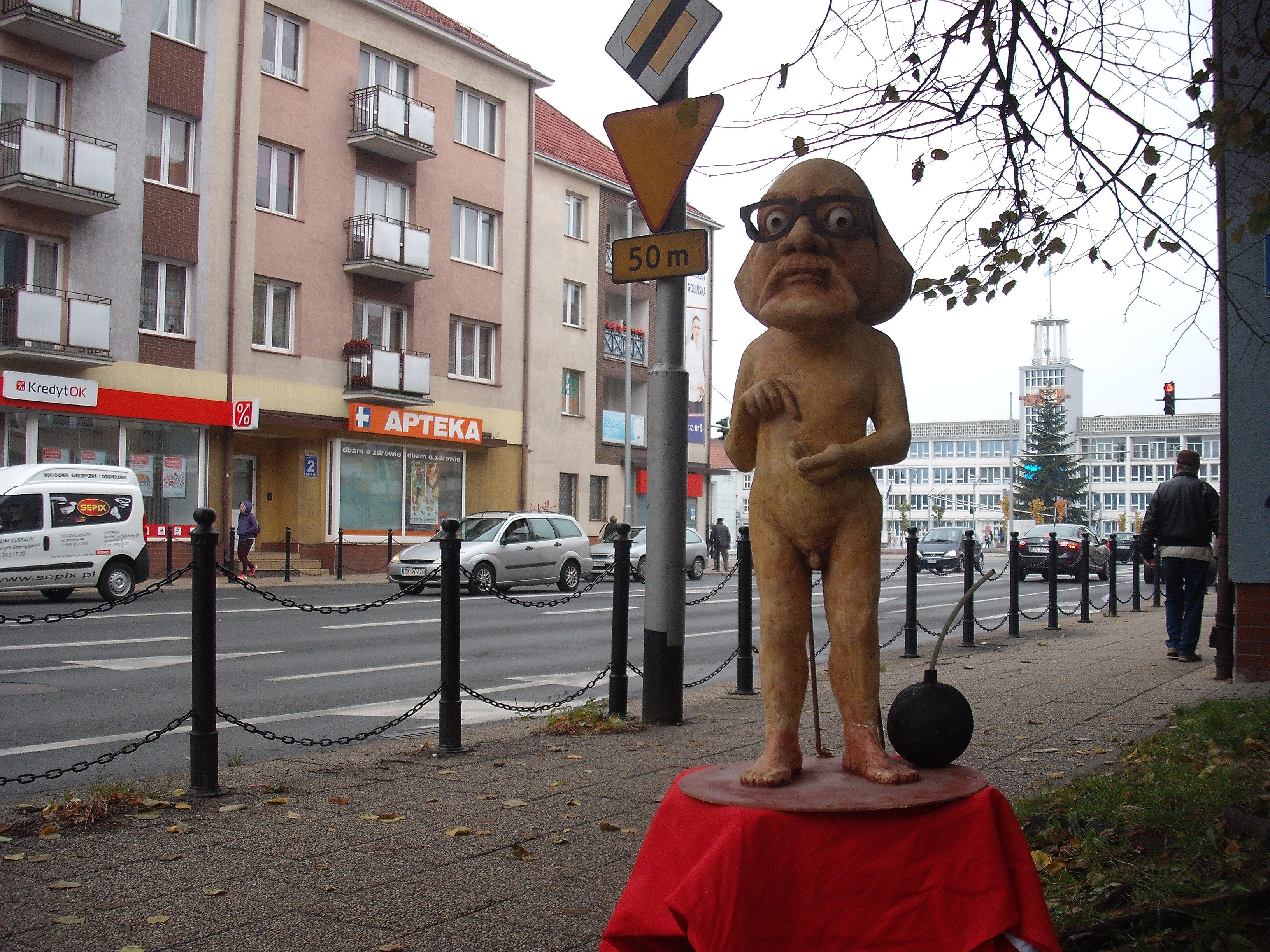
Wlapko en Koszalin
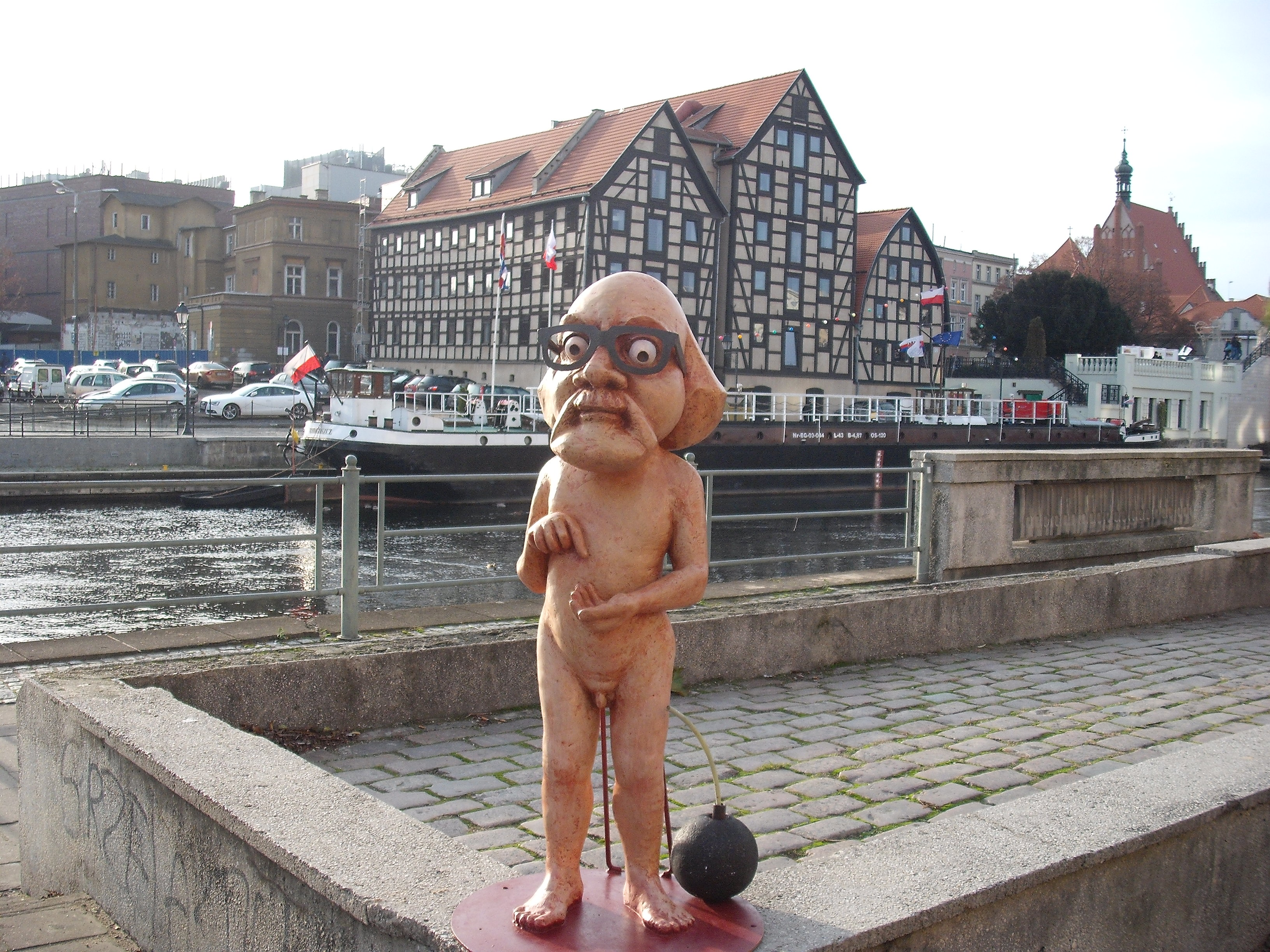
Wlapko en Bydgoszcz
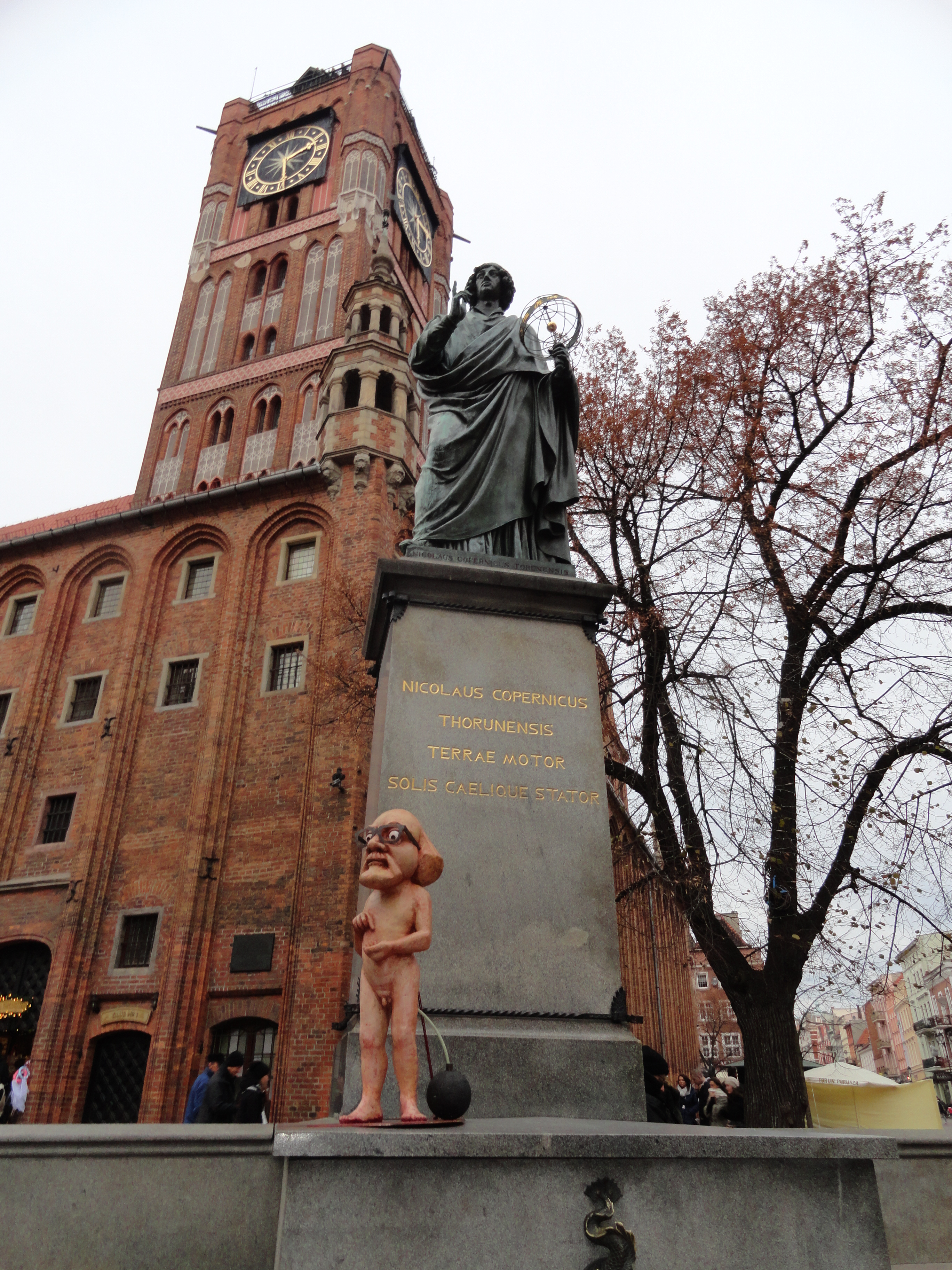
Wlapko en Toruń
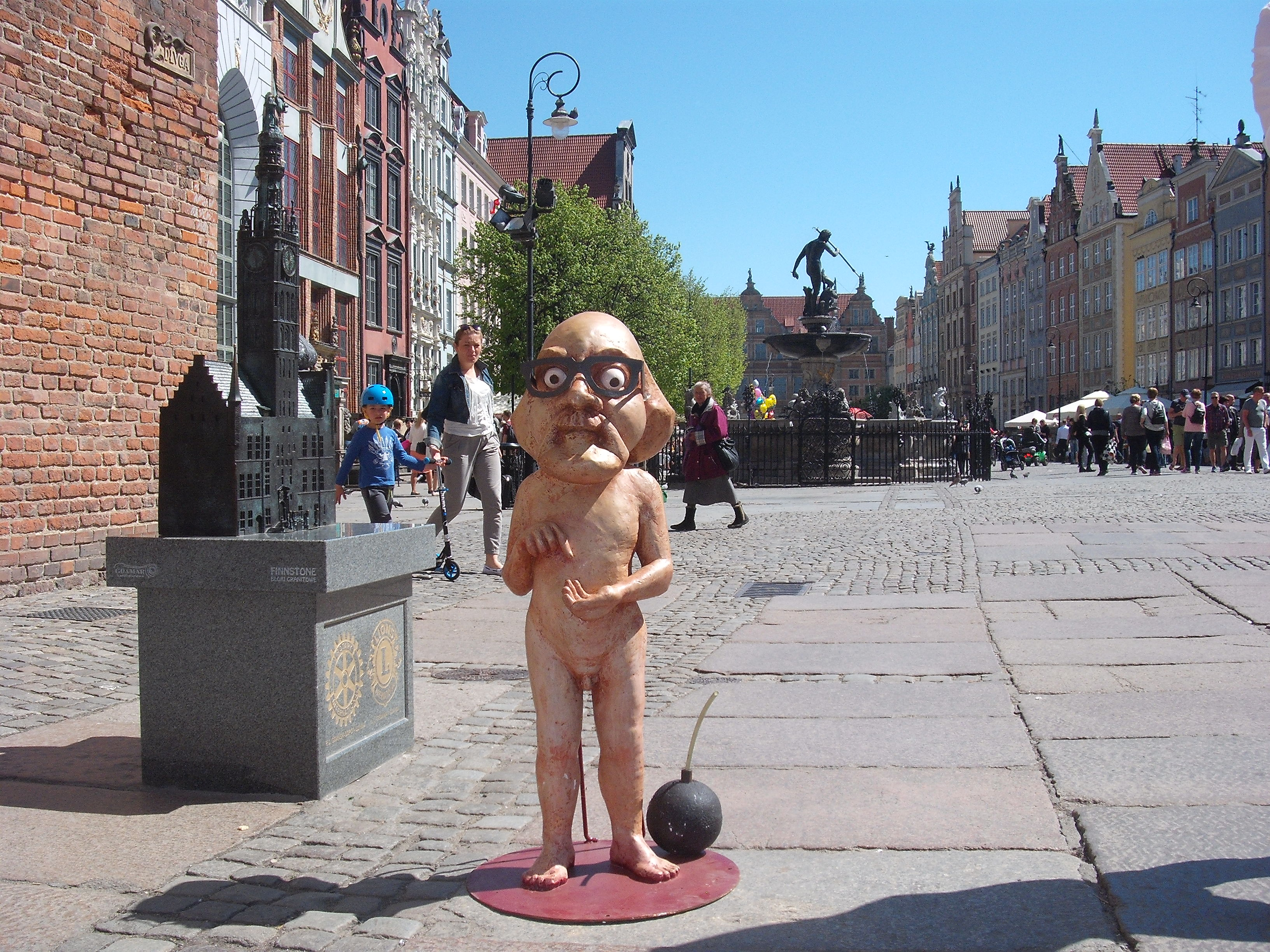
Wlapko en Gdańsk
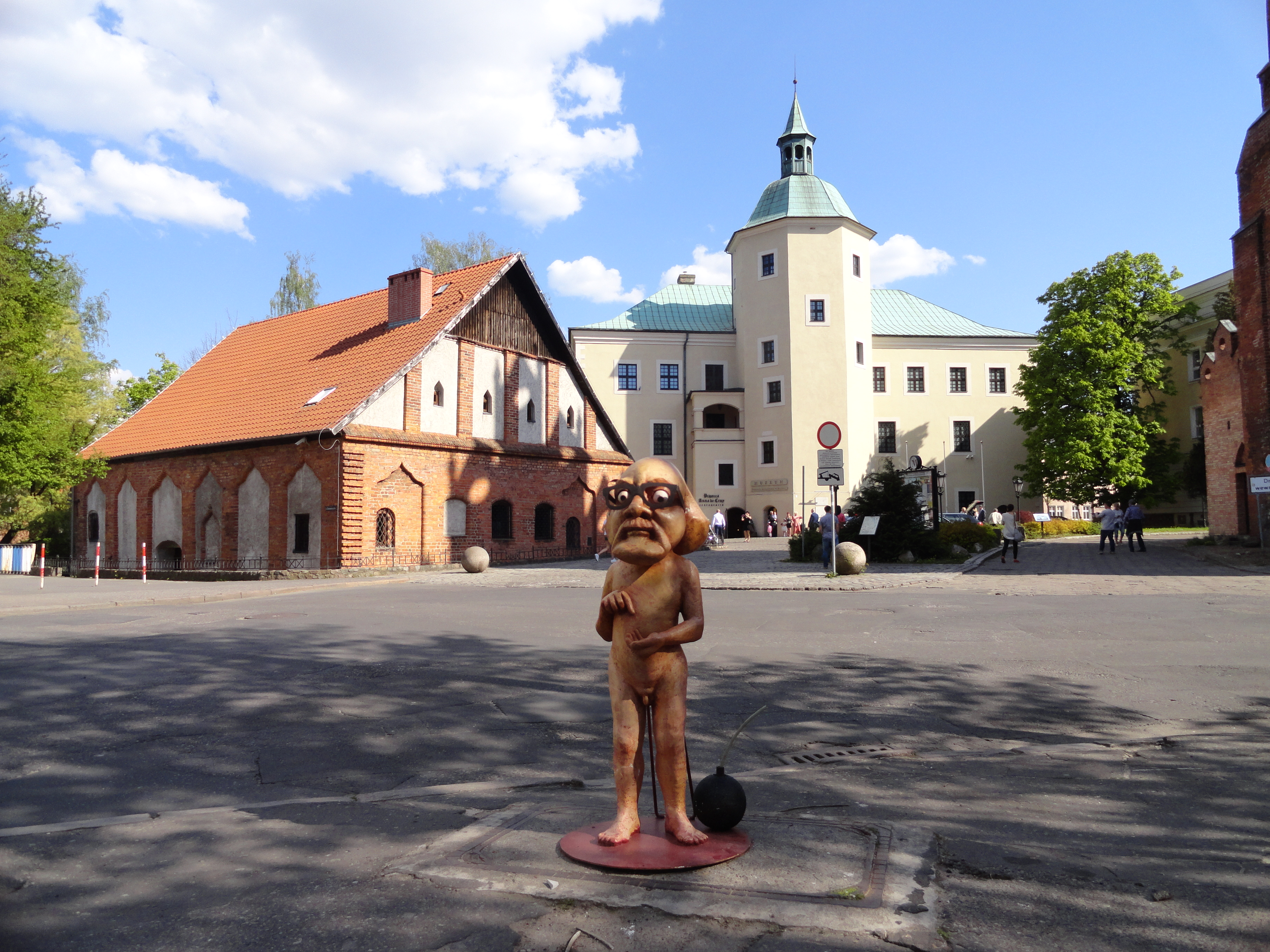
Wlapko en Słupsk
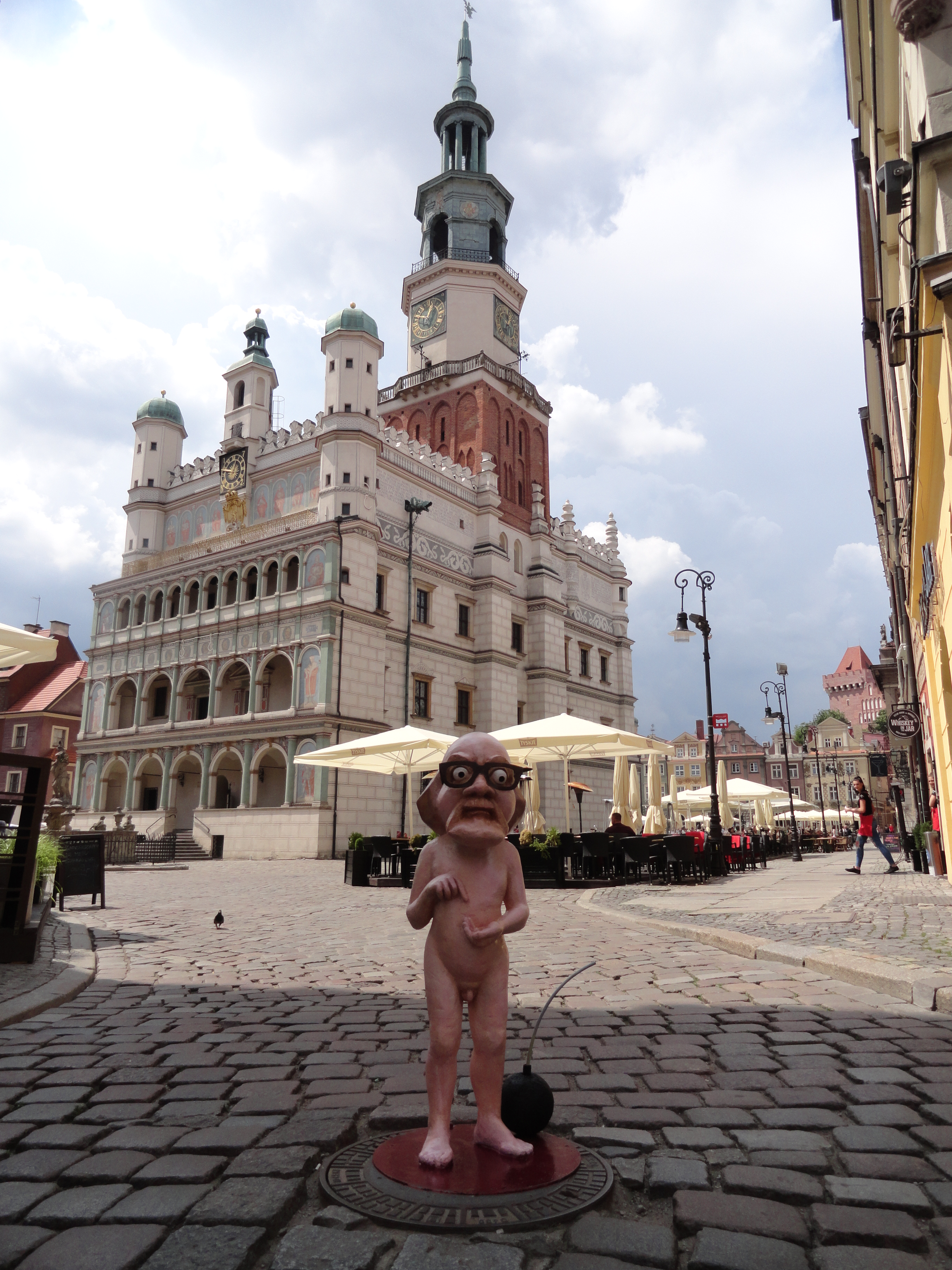
Wlapko en Poznań
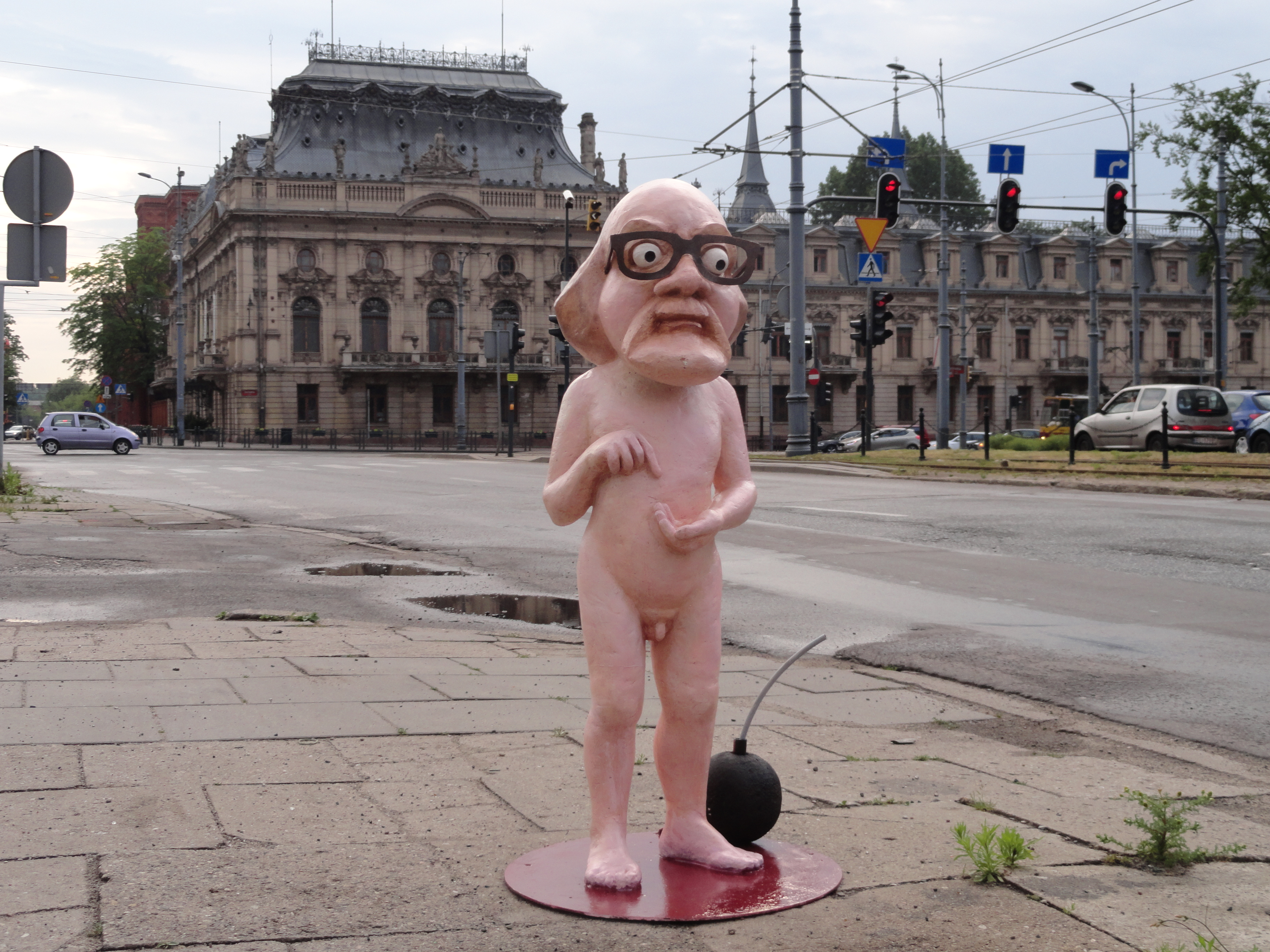
Wlapko en Łódź
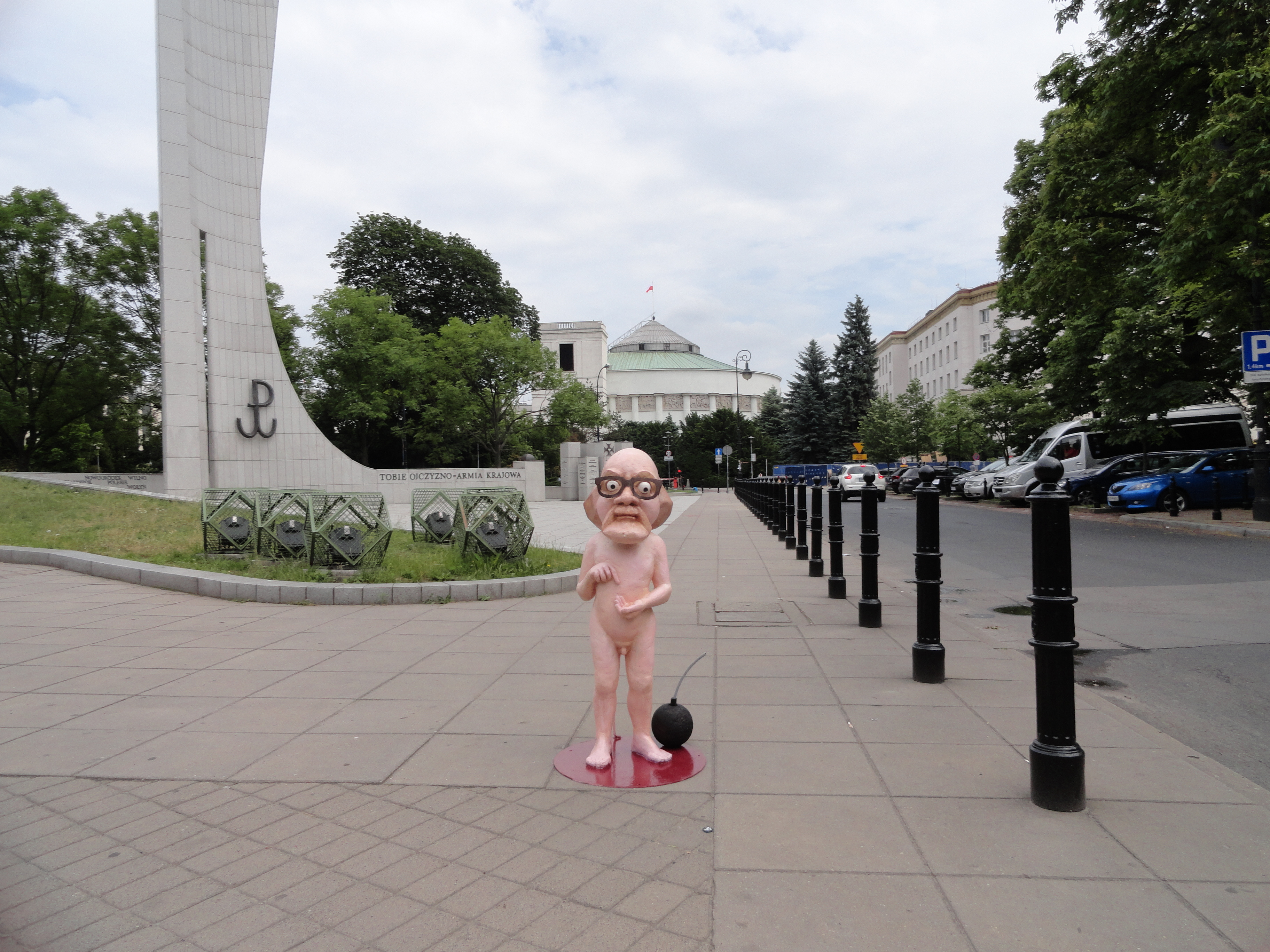
Wlapko en Varsovia
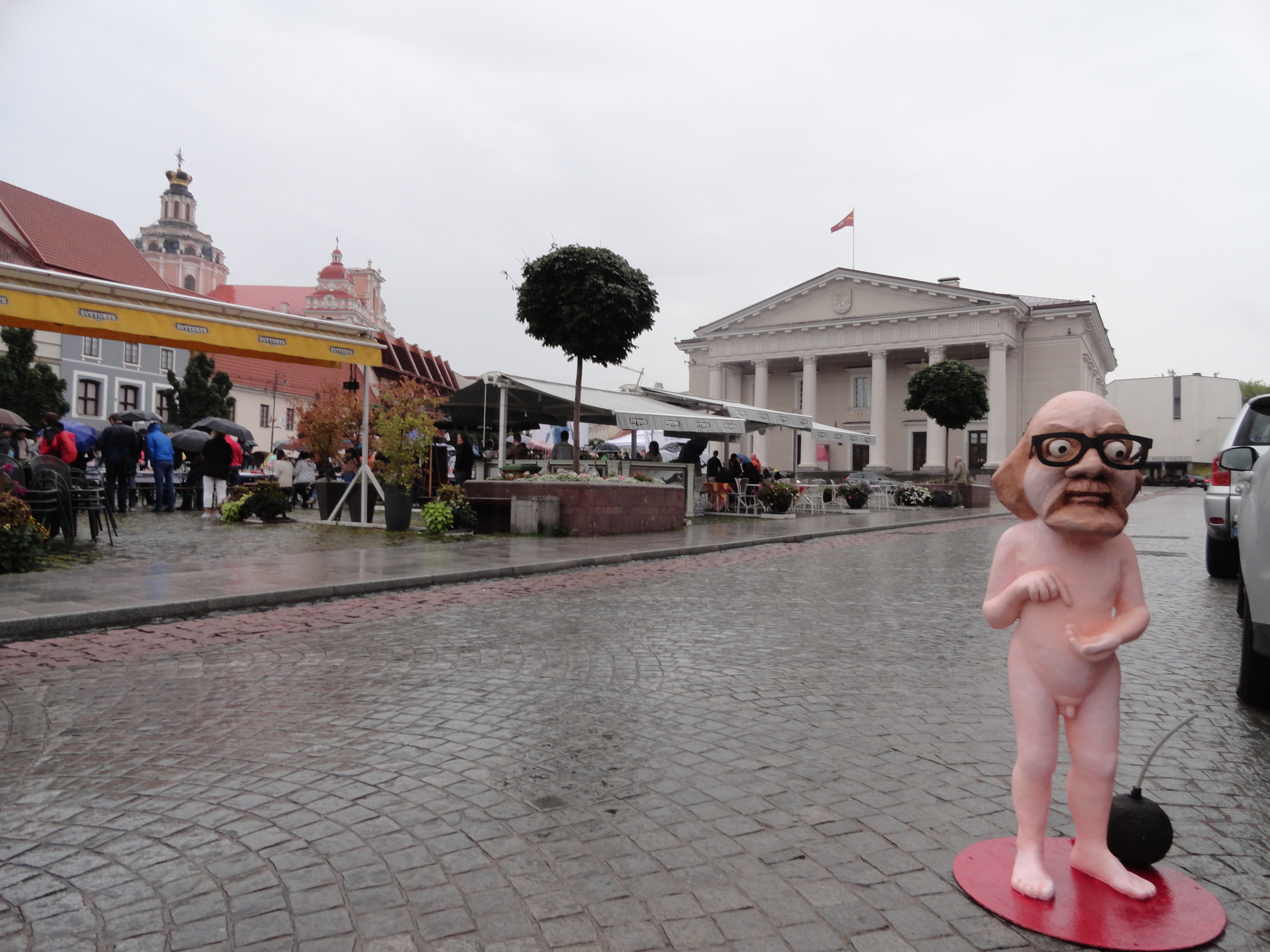
Wlapko en Vilnius, Lituania
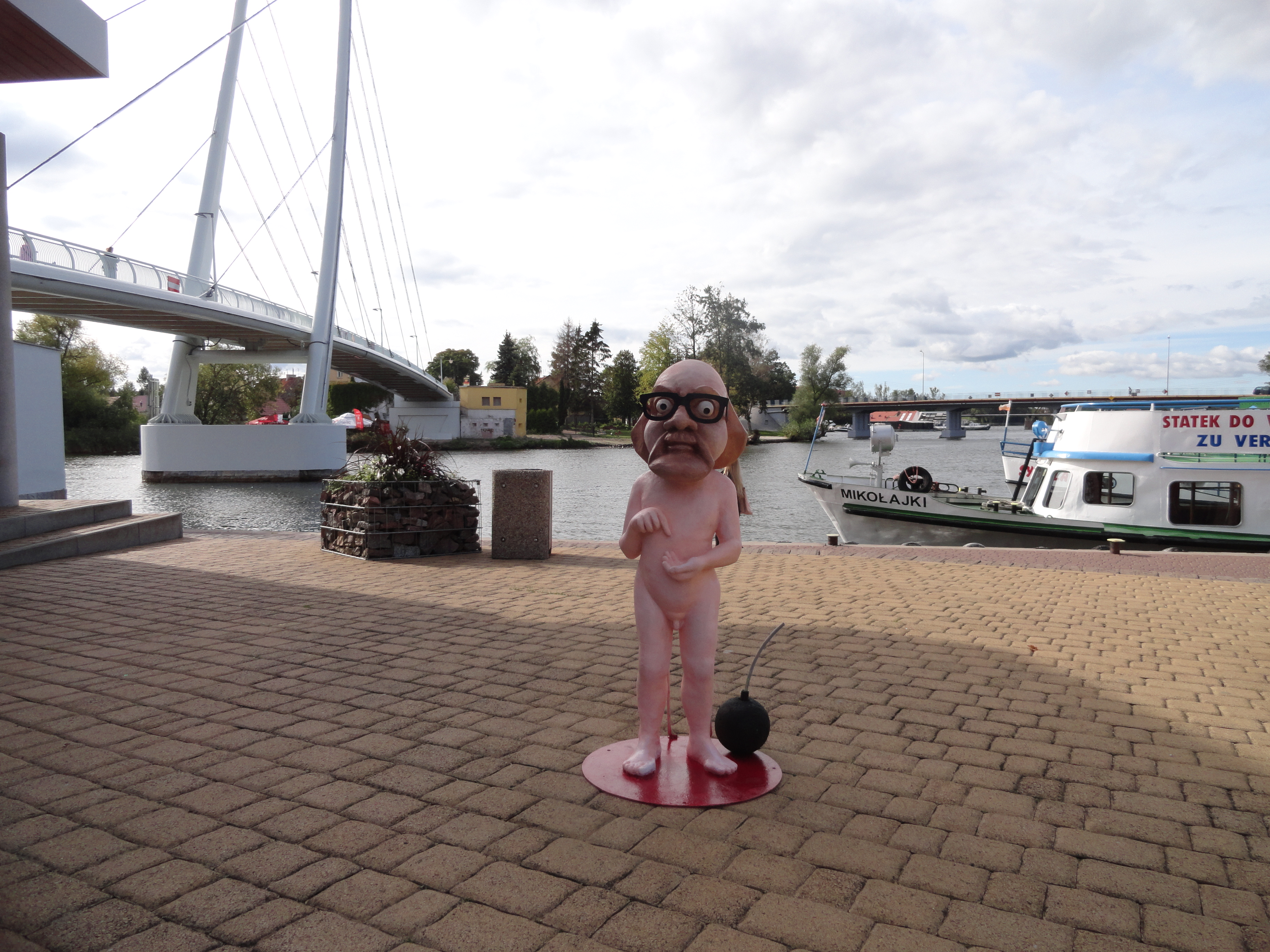
Wlapko en Mikołajki
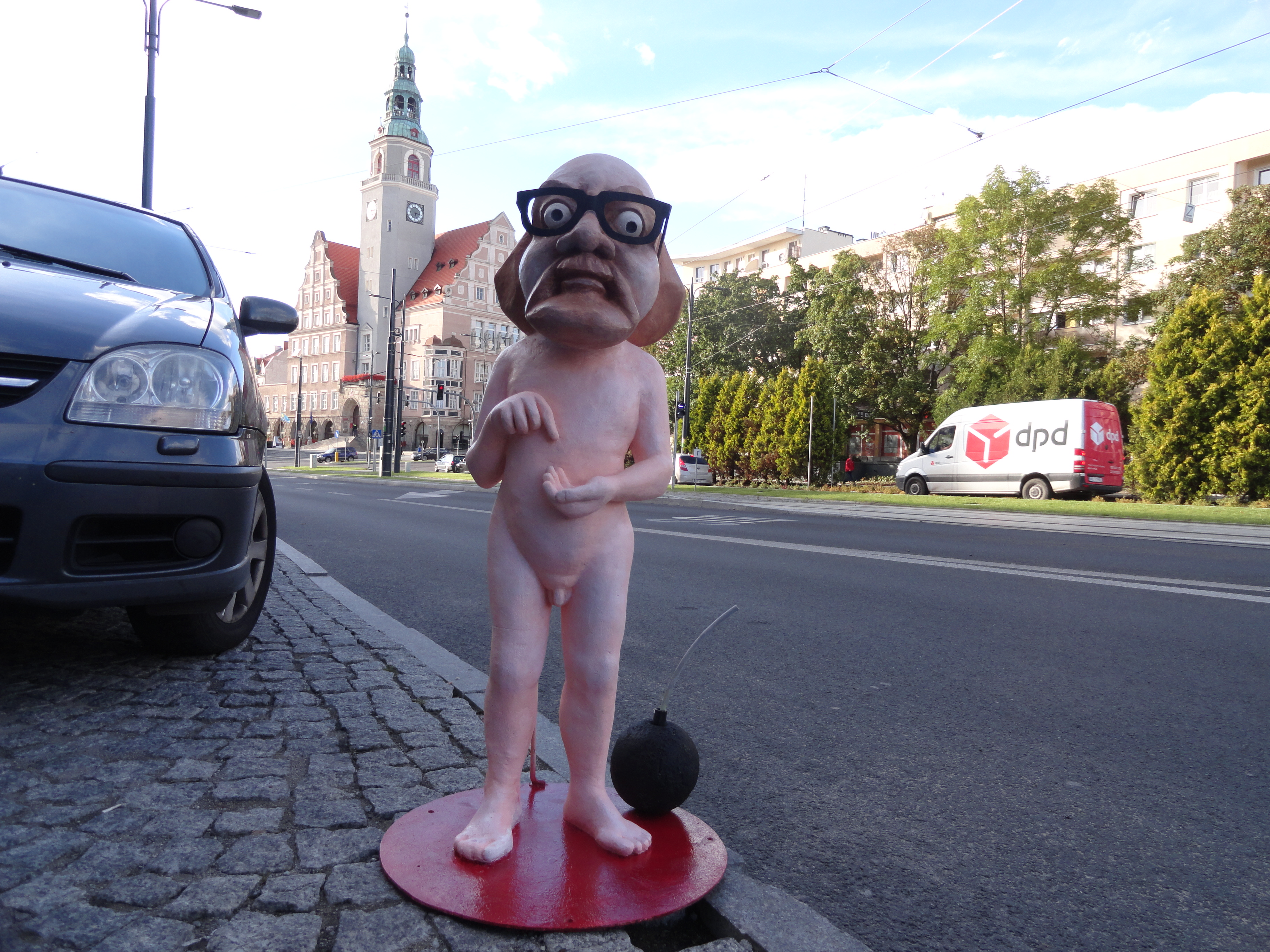
Wlapko en Olsztyn
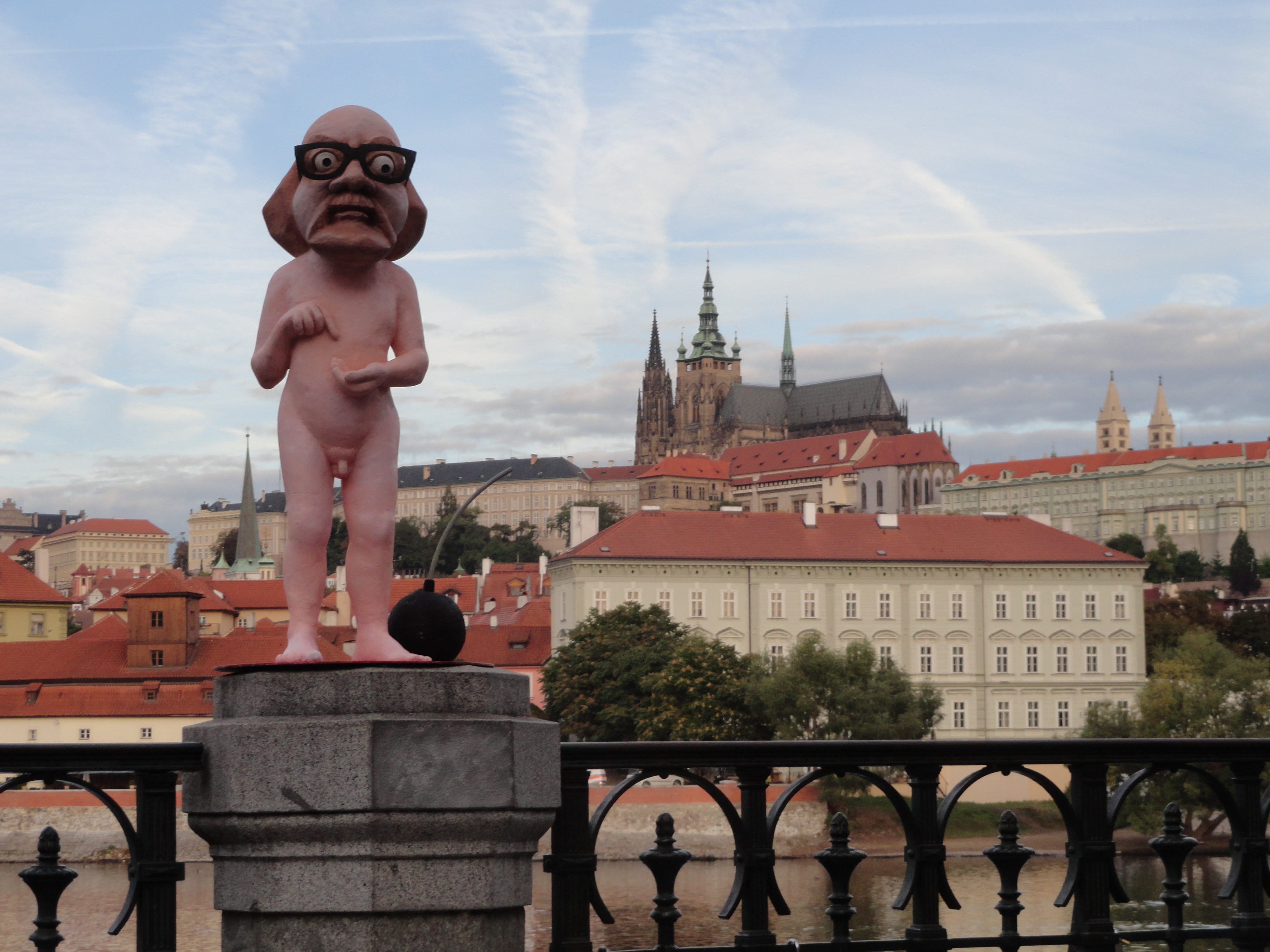
Wlapko en Praga, República Checa
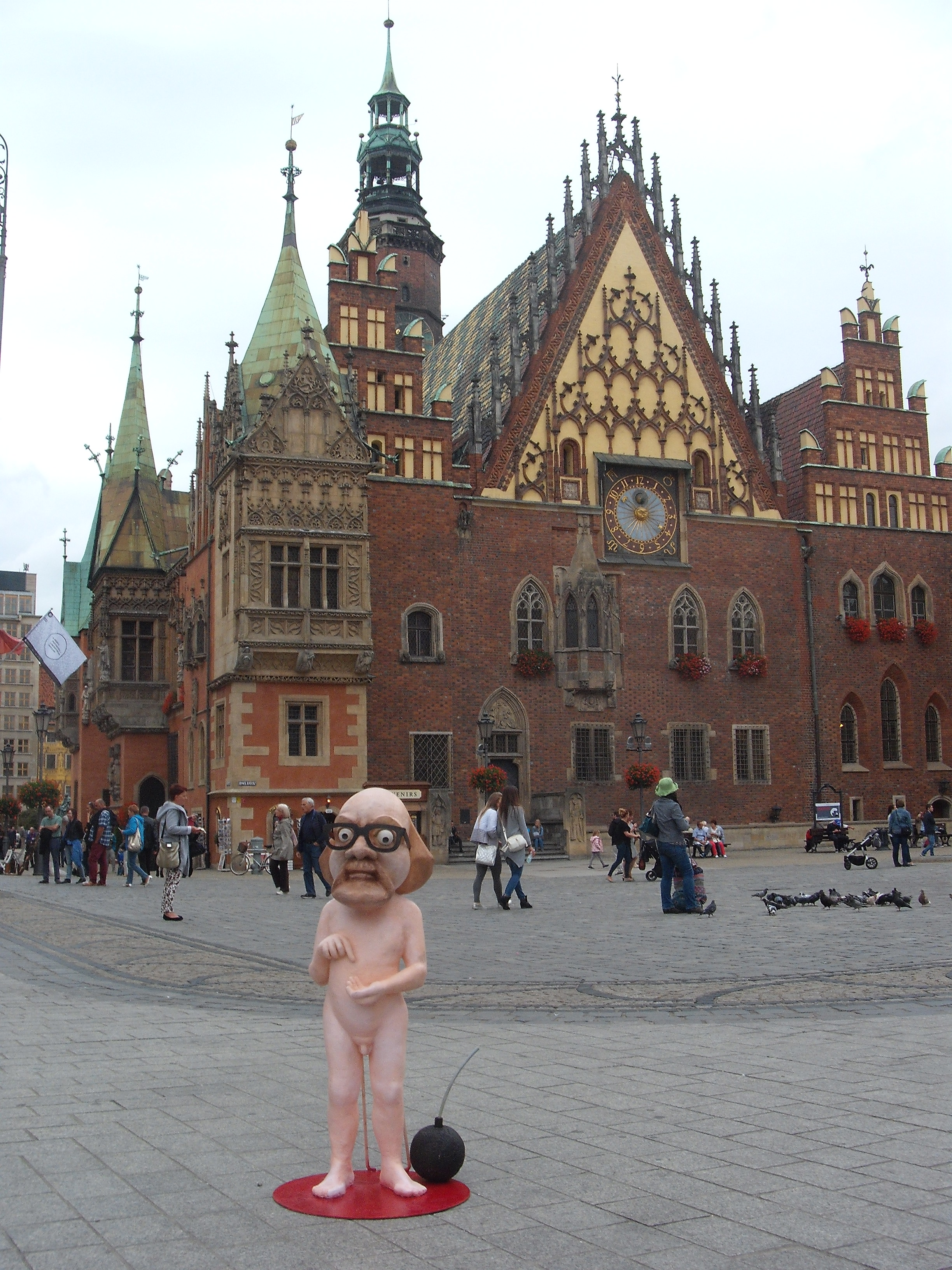
Wlapko en Breslavia
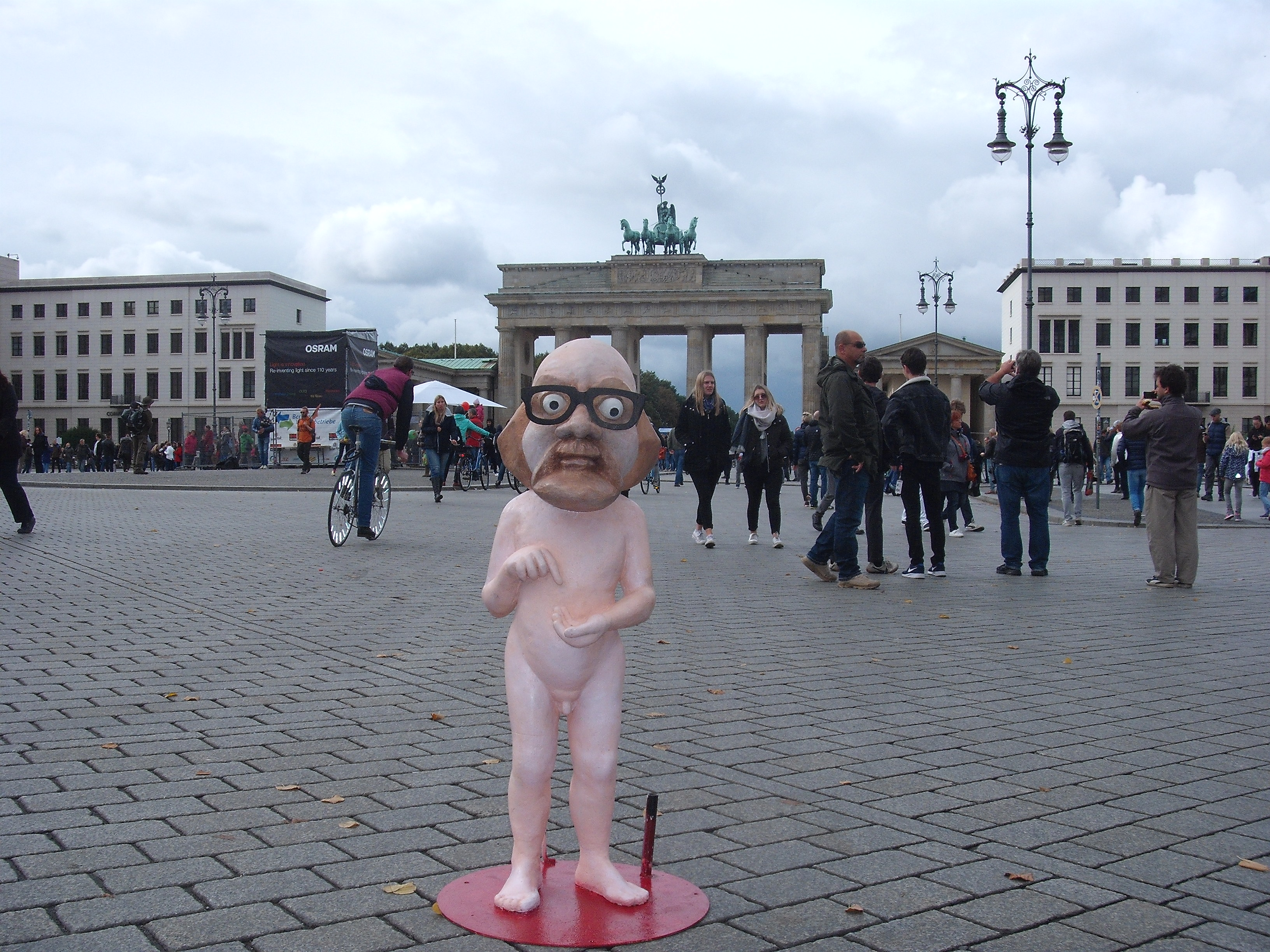
Wlapko en Berlín, Alemania
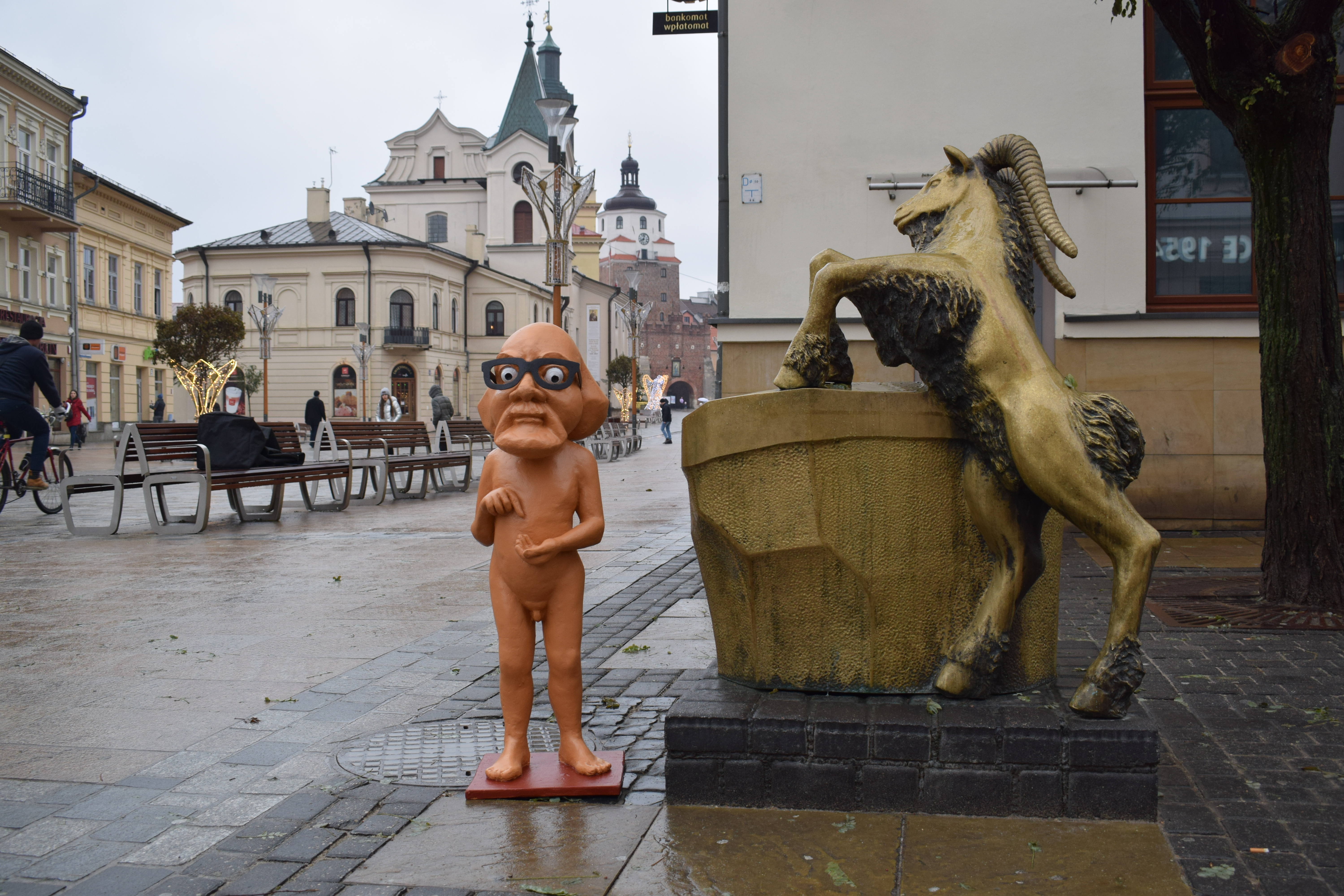
Wlapko en Lublin